# Edward Richards Bolton
Pour les articles homonymes, voir Bolton.
Edward Richards Bolton, né à Dublin en 1878 et mort le 10 février 1939 à Londres, est un chimiste analyste britannique. 
Il est président de la Society for Analytical Chemistry en 1928-1929.

## Biographie
Fils unique de J.A. Bolton, il fréquente l'école de Bedford puis étudie la chimie au King's College de Londres et au laboratoire de Fresenius à Wiesbaden. À son retour en Angleterre, il est engagé pendant une courte période dans l'industrie chimique lourde à Newcastle et, en 1902, devient chimiste chez East India Products Oil Mills à Hammersmith, puis chez Loders and Nucoline, Ltd. où il réalise les premiers travaux de fabrication de produits caustiques et de raffinage de l'huile de coco en Grande-Bretagne,. 